# Seiyū Awards
Los Seiyū Awards (声優アワード Seiyū Awādo?) es una ceremonia anual celebrada para premiar y reconocer los mejores trabajos realizados por los seiyūs. La primera edición de estos premios fue realizada el 3 de marzo de 2007, en el teatro 3D del Tokyo Anime Center de Akihabara.

## 1.ª edición Seiyū Awards
| Mejor actor principal                                 |                                                |                                                                |         |
| Nominados                                             | Personaje                                      | Anime                                                          | Ganador |
| Rikiya Koyama                                         | Hakuoro                                        | Utawarerumono                                                  |         |
| Takahiro Sakurai                                      | Haseo                                          | .hack//Roots                                                   |         |
| Tomokazu Sugita                                       | Kyon                                           | The Melancholy of Haruhi Suzumiya                              |         |
| Tomokazu Seki                                         | Kenichi Shirahama                              | Shijō Saikyō no Deshi Ken'ichi                                 |         |
| Jun Fukuyama                                          | Lelouch Lamperouge                             | Code Geass - Lelouch of the Rebellion                          | Won     |
| Soichiro Hoshi                                        | Keiichi Maebara                                | Higurashi no Naku Koro ni                                      |         |
| Shinichiro Miki                                       | Ryuusei Date                                   | Super Robot Wars Original Generation: Divine Wars              |         |
| Mamoru Miyano                                         | Light Yagami                                   | Death Note                                                     |         |
| Masakazu Morita                                       | Ichigo Kurosaki                                | Bleach                                                         |         |
| Hiroyuki Yoshino                                      | Zedd                                           | KIBA                                                           |         |
| Mejor actriz principal                                |                                                |                                                                |         |
| Ayako Kawasumi                                        | Saber                                          | Fate/stay night                                                |         |
| Rie Kugimiya                                          | Louise Françoise le Blanc de la Vallière       | Zero no Tsukaima                                               |         |
| Houko Kuwashima                                       | Kou Shuurei                                    | Saiunkoku Monogatari                                           |         |
| Maaya Sakamoto                                        | Haruhi Fujioka                                 | Ouran High School Host Club                                    |         |
| Rie Tanaka                                            | Hiroko Matsukata                               | Hataraki Man                                                   |         |
| Yukari Tamura                                         | Akazukin                                       | Otogi-Jushi Akazukin                                           |         |
| Mamiko Noto                                           | Masane Amaha                                   | Witchblade                                                     |         |
| Romi Park                                             | Nana Osaki                                     | NANA                                                           | Won     |
| Aya Hirano                                            | Haruhi Suzumiya                                | The Melancholy of Haruhi Suzumiya                              |         |
| Yui Horie                                             | Youko                                          | Inukami!                                                       |         |
| Mejores actores de reparto                            |                                                |                                                                |         |
| Akira Ishida                                          | Athrun Zala                                    | Mobile Suit Gundam Seed Destiny                                | Won     |
| Ryōtarō Okiayu                                        | Byakuya Kuchiki                                | Bleach: Memories of Nobody                                     |         |
| Katsuyuki Konishi                                     | Shinobu Ousaki                                 | La Corda D'Oro ~primo passo~                                   |         |
| Takahiro Sakurai                                      | Suzaku Kururugi                                | Code Geass - Lelouch of the Rebellion                          |         |
| Tomokazu Sugita                                       | Takumi Mayama                                  | Honey and Clover II                                            |         |
| Ken'ichi Suzumura                                     | Hikaru Hitachiin                               | Ouran High School Host Club                                    |         |
| Jun'ichi Suwabe                                       | Archer                                         | Fate/stay night                                                |         |
| Sōichirō Hoshi                                        | Kira Yamato                                    | Mobile Suit Gundam Seed Destiny Final Plus - The Chosen Future |         |
| Kōki Miyata                                           | Kazumi Yoshinaga                               | Yoshinaga-san Chi no Gargoyle                                  | Won     |
| Norio Wakamoto                                        | Gargoyle                                       | Yoshinaga-san Chi no Gargoyle                                  |         |
| Mejores actrices de reparto                           |                                                |                                                                |         |
| Rie Kugimiya                                          | Kagura                                         | Gintama                                                        |         |
| Ami Koshimizu                                         | Kallen Stadtfeld                               | Code Geass - Lelouch of the Rebellion                          | Won     |
| Yūko Gotō                                             | Mikuru Asahina                                 | The Melancholy of Haruhi Suzumiya                              | Won     |
| Miyuki Sawashiro                                      | Aruru                                          | Utawarerumono                                                  |         |
| Rie Tanaka                                            | Lacus Clyne                                    | Mobile Suit Gundam Seed Destiny Final Plus - The Chosen Future |         |
| Yukari Tamura                                         | Rika Furude                                    | Higurashi no Naku Koro ni                                      |         |
| Megumi Toyoguchi                                      | Hikari                                         | Pokémon: Diamante y Perla                                      |         |
| Mamiko Noto                                           | Yakumo Tsukamoto                               | School Rumble                                                  |         |
| Aya Hirano                                            | Misa Amane                                     | Death Note                                                     |         |
| Yuki Matsuoka                                         | Orihime Inoue                                  | Bleach                                                         |         |
| Mejores actores revelación                            |                                                |                                                                |         |
| Miyu Irino                                            | Syaoran Li                                     | Tsubasa: RESERVoir CHRoNiCLE                                   |         |
| Daisuke Ono                                           | Itsuki Koizumi                                 | The Melancholy of Haruhi Suzumiya                              |         |
| Tetsuya Kakihara                                      | Mikoto Yutaka                                  | Princess Princess                                              | Won     |
| Tomokazu Sugita                                       | Kyon                                           | The Melancholy of Haruhi Suzumiya                              |         |
| Tatsuhisa Suzuki                                      | Dick Arkain                                    | Gaiking: The Legend of Daikū Maryū                             |         |
| Takuma Terashima                                      | Wataru Harue                                   | Princess Princess                                              |         |
| Wataru Hatano                                         | Shinsan                                        | Honey and Clover II                                            |         |
| Jun Fukuyama                                          | Lelouch Lamperouge                             | Code Geass - Lelouch of the Rebellion                          |         |
| Mamoru Miyano                                         | Light Yagami                                   | Death Note                                                     |         |
| Masakazu Morita                                       | Ichigo Kurosaki                                | Bleach                                                         | Won     |
| Mejores actrices revelación                           |                                                |                                                                |         |
| Yui Kano                                              | Momoko Kuzuryu                                 | Sumomo mo Momo mo                                              | Won     |
| Eri Kitamura                                          | Saya Otonashi                                  | Blood+                                                         |         |
| Ami Koshimizu                                         | Tenma Tsukamoto                                | School Rumble                                                  |         |
| Yū Kobayashi                                          | Setsuna Sakurazaki                             | Negima!?                                                       |         |
| Momoko Saitō                                          | Solty Revant                                   | SoltyRei                                                       |         |
| Kanako Sakai                                          | Aka Onda                                       | REC                                                            |         |
| Minori Chihara                                        | Yuki Nagato                                    | The Melancholy of Haruhi Suzumiya                              |         |
| Aya Hirano                                            | Haruhi Suzumiya                                | The Melancholy of Haruhi Suzumiya                              | Won     |
| Yui Makino                                            | Misaki Nakahara                                | NHK ni Yōkoso!                                                 |         |
| Ui Miyazaki                                           | Iroha Miyamoto                                 | Sumomo mo Momo mo                                              |         |
| Mejor interpretación musical                          |                                                |                                                                |         |
| Nominados                                             | Canción                                        | Anime                                                          | Ganador |
| Maaya Sakamoto                                        | Kazemachi Jet, ending theme                    | Tsubasa: RESERVoir CHRoNiCLE                                   |         |
| Tatsuhisa Suzuki                                      | Heated Heart, opening theme                    | Kimi to Study                                                  |         |
| Jun'ichi Suwabe                                       | Jet Drive, image song                          | Prince of Tennis                                               |         |
| Naozumi Takahashi                                     | Ashita no Kioku, opening theme                 | Black Blood Brothers                                           |         |
| Kishō Taniyama                                        | Infinite Love, opening theme                   | Koi Suru Tenshi Angelique - Kokoro no Mezameru Toki            |         |
| Yukari Tamura                                         | Ever-Never-Land, opening theme                 | Otogi-Jushi Akazukin                                           |         |
| Aya Hirano                                            | Bouken Desho Desho?, opening theme             | The Melancholy of Haruhi Suzumiya                              |         |
| La brigada SOS: Aya Hirano, Minori Chihara, Yūko Gotō | Hare Hare Yukai, ending theme                  | The Melancholy of Haruhi Suzumiya                              |         |
| Yui Horie                                             | Hikari, opening theme                          | Inukami!                                                       |         |
| Nana Mizuki                                           | Justice to Believe, opening theme              | Wild Arms V                                                    | Won     |
| Mejor Radio Personality                               |                                                |                                                                |         |
| Nominados                                             | Programa de radio                              | Emisora                                                        | Ganador |
| Masumi Asano                                          | A&G Super Radio Show - Anispa!                 | JOQR                                                           | Won     |
| Rikiya Koyama                                         | Utawarerumono Radio                            | Internet radio                                                 |         |
| Takahiro Sakurai                                      | Comchat Countdown                              | JOQR                                                           |         |
| Kenichi Suzumura                                      | Mitsuo Iwata & Kenichi Suzumura Sweet Ignition | OBC                                                            |         |
| Yukari Tamura                                         | Tamura Yukari no Itazura Kuro Usagi            | JOQR                                                           |         |
| Megumi Hayashibara                                    | Hayashibara Megumi no Heartful Station         | Radio Kansai                                                   |         |
| Yui Horie                                             | Horie Yui no Tenshi no Tamago                  | JOQR                                                           |         |
| Nana Mizuki                                           | Mizuki Nana no Smile Gang                      | JOQR                                                           |         |
| Kōki Miyata                                           | Tokyo Anime Center Radio                       | JOQR                                                           |         |
| Ryōka Yuzuki                                          | Utawarerumono Radio                            | Internet radio                                                 |         |
| Premios a la trayectoria                              |                                                |                                                                |         |
| Premiados                                             | Agencia                                        |                                                                |         |
| Toru Ohira                                            | Ohira Production                               |                                                                |         |
| Masako Ikeda                                          | Haikyo                                         |                                                                |         |
| Noriko Ohara                                          | Production Baobab                              |                                                                |         |
| Mariko Mukai                                          | 81 Produce                                     |                                                                |         |
| Premio especial a la trayectoria                      |                                                |                                                                |         |
| Premiado                                              |                                                |                                                                |         |
| Kei Tomiyama (póstumo)                                |                                                |                                                                |         |
| Premio Synergy                                        |                                                |                                                                |         |
| Premiado                                              |                                                |                                                                |         |
| Pokémon                                               |                                                |                                                                |         |

## 2.ª edición Seiyū Awards
La segunda edición de los Seiyū Awards fue celebrada el 8 de marzo del 2008 en el Tokyo's Otaku shopping de Akihabara.

### Lista de los premiados
| Mejor actor principal                           |                                                           |                                                  |                                                   |
| Premiados                                       | Agencia                                                   | Personajes                                       | Anime                                             |
| Mamoru Miyano                                   | Gekidan Himawari                                          | Setsuna F. Seiei Hakugen Rikuson                 | Mobile Suit Gundam 00 Koutetsu Sangokushi         |
| Mejor actriz principal                          |                                                           |                                                  |                                                   |
| Aya Hirano                                      | Spacecraft Entertainment                                  | Haruhi Suzumiya Konata Izumi                     | Suzumiya Haruhi no Yūutsu Lucky☆Star              |
| Mejores actores de reparto                      |                                                           |                                                  |                                                   |
| Daisuke Ono                                     | Mausu Promotion                                           | Hosaka Kagezaki                                  | Minami-ke Rental Magica                           |
| Hiroshi Kamiya                                  | Aoni Production                                           | Tieria Erde Nozomu Itoshiki                      | Mobile Suit Gundam 00 Sayonara Zetsubō Sensei     |
| Mejores actrices de reparto                     |                                                           |                                                  |                                                   |
| Rie Kugimiya                                    | I'm Enterprise                                            | Nagi Sanzenin Shana                              | Hayate no Gotoku! Shakugan no Shana               |
| Mitsuki Saiga                                   | Ken Production                                            | Kei Yūki Rossiu Adai Jomy Marcus Shin            | Moyashimon Tengen Toppa Gurren Lagann Terra e...  |
| Mejores actores revelación                      |                                                           |                                                  |                                                   |
| Wataru Hatano                                   | 81 Produce                                                | Sam Houston Tenshi Yuri                          | Terra e... Saint Beast: Kouin Jojishi Tenshi Tan  |
| Tsubasa Yonaga                                  | Ken Production                                            | Ren Mihashi Shingo Suwa                          | Ookiku Furikabutte Kishin Taisen Gigantic Formula |
| Mejores actrices revelación                     |                                                           |                                                  |                                                   |
| Emiri Katō                                      | 81 Produce                                                | Momoko Akatsutsumi/Hyper Blossom Kagami Hiiragi  | Demashita! Powerpuff Girls Z Lucky☆Star           |
| Yū Kobayashi                                    | Holy Peak                                                 | Sarutobi Ayame Kaere Kimura                      | Gintama Sayonara Zetsubō Sensei                   |
| Mejor interpretación musical                    |                                                           |                                                  |                                                   |
| Premiados                                       | Discográfica                                              | Canción                                          | Anime                                             |
| Aya Hirano, Emiri Katō, Kaori Fukuhara Aya Endo | Lantis                                                    | Motteke! Sailor Fuku, opening theme              | Lucky☆Star                                        |
| Mejor Radio Personality                         |                                                           |                                                  |                                                   |
| Premiado                                        | Agencia                                                   | Programa de radio                                | Emisora                                           |
| Kenichi Suzumura                                | Arts Vision                                               | Cherry Bell                                      | JOQR                                              |
| Premio Synergy                                  |                                                           |                                                  |                                                   |
| Premiado                                        | Actores                                                   | Agencia                                          |                                                   |
| Kamen Rider Den-O                               | Toshihiko Seki Kōji Yusa Masaki Terasoma Kenichi Suzumura | 81 Produce Freelance Mausu Promotion Arts Vision |                                                   |
| Premios a la trayectoria                        |                                                           |                                                  |                                                   |
| Premiado                                        | Agencia                                                   |                                                  |                                                   |
| Nachi Nozawa                                    | Ken Production                                            |                                                  |                                                   |
| Michio Hazama                                   | Mouvement                                                 |                                                  |                                                   |
| Ryōko Kinomiya                                  | Haikyo                                                    |                                                  |                                                   |
| Premio especial a la trayectoria                |                                                           |                                                  |                                                   |
| Tatsuya Jo                                      | Haikyo                                                    |                                                  |                                                   |
| Premio Kei Tomiyama                             |                                                           |                                                  |                                                   |
| Tōru Furuya                                     | Aoni Production                                           |                                                  |                                                   |

## 3.ª edición Seiyū Awards
La tercera edición de los Seiyū Awards se celebró el 7 de marzo del 2009 y se añadió el premio fan del público internacional.

### Lista de los premiados
| Mejor actor principal            |                                            |                                                           |                                                                                             |
| Premiados                        | Agencia                                    | Personajes                                                | Anime                                                                                       |
| Hiroshi Kamiya                   | Aoni Production                            | Takashi Natsume                                           | Natsume Yūjin-Chō                                                                           |
| Mejor actriz principal           |                                            |                                                           |                                                                                             |
| Rie Kugimiya                     | I'm Enterprise                             | Taiga Aisaka Shana                                        | Toradora! Shakugan no Shana                                                                 |
| Mejores actores de reparto       |                                            |                                                           |                                                                                             |
| Kazuhiko Inoue                   | B-Box                                      | Nyanko-sensei                                             | Natsume Yūjin-Chō                                                                           |
| Tomokazu Sugita                  | Atomic Monkey                              | Leon Mishima Raven                                        | Macross Frontier Hakushaku to Yōsei                                                         |
| Mejores actrices de reparto      |                                            |                                                           |                                                                                             |
| Aya Endo                         | Performing Art Center                      | Sheryl Nome Angelique Matsu                               | Macross Frontier Neo Angelique ~Abyss~ Sekirei                                              |
| Miyuki Sawashiro                 | Mausu Promotion                            | Asako Shibasaki Tsugumi Aoba Jun Kanzato Satoru Yamashita | Toshokan Sensō Kannagi: Crazy Shrine Maidens PERSONA -trinity soul- Kurogane no Linebarrels |
| Mejores actores revelación       |                                            |                                                           |                                                                                             |
| Nobuhiko Okamoto                 | Pro-Fit                                    | Shin Kanzato Ryuji Kuhoin Accelerator                     | PERSONA -trinity soul- Kure-nai To Aru Majutsu no Index                                     |
| Yūki Kaji                        | Arts Vision                                | Akina Hiizumu Finnian                                     | Yozakura Quartet Kuroshitsuji                                                               |
| Mejores actrices revelación      |                                            |                                                           |                                                                                             |
| Kana Asumi                       | 81 Produce                                 | Yuno Natsumi Hirakawa                                     | Hidamari Sketch x 365 Kyō no Go no Ni                                                       |
| Haruka Tomatsu                   | Music Rayn                                 | Shiho Sannomiya Nagi Lala Satalin Deviluke                | Zettai Karen Children Kannagi: Crazy Shrine Maidens To Love-Ru                              |
| Mejor Radio Personality          |                                            |                                                           |                                                                                             |
| Premiado                         | Agencia                                    | Programa de radio                                         | Emisora                                                                                     |
| Hiroshi Kamiya                   | Aoni Production                            | Kamiya Hiroshi Ono Daisuke's Dear Girl ~Stories~          | JOQR                                                                                        |
| Mejor interpretación musical     |                                            |                                                           |                                                                                             |
| Premiada                         | Discográfica                               | Canción                                                   | Anime                                                                                       |
| Megumi Nakajima                  | flying DOG                                 | Seikan Hiko, opening theme                                | Macross Frontier                                                                            |
| Premios a la trayectoria         |                                            |                                                           |                                                                                             |
| Premiados                        | Agencia                                    |                                                           |                                                                                             |
| Kenji Utsumi                     | Ken Production                             |                                                           |                                                                                             |
| Kosei Tomita                     | Production Baobab                          |                                                           |                                                                                             |
| Ichirō Nagai                     | Aoni Production                            |                                                           |                                                                                             |
| Premio especial a la trayectoria |                                            |                                                           |                                                                                             |
| Reiko Muto                       | Aoni Production                            |                                                           |                                                                                             |
| Premio Kei Tomiyama              |                                            |                                                           |                                                                                             |
| Kōichi Yamadera                  | Across Entertainment                       |                                                           |                                                                                             |
| Premio fans extranjeros          |                                            |                                                           |                                                                                             |
| Jun Fukuyama                     | Production Baobab                          |                                                           |                                                                                             |
| Premio Synergy                   |                                            |                                                           |                                                                                             |
| Premiado                         | Actores                                    |                                                           |                                                                                             |
| Astro Boy                        | Mari Shimizu Yoko Mizugaki Hisashi Katsuta |                                                           |                                                                                             |

## 4.ª edición Seiyū Awards
La cuarta edición de los Seiyū Awards se celebró el 6 de marzo del 2010 y se añadió el premio de familia y niños.

### Lista de los premiados
| Mejor actor principal                                                     |                           |                                                   |                                                        |
| Premiados                                                                 | Agencia                   | Personajes                                        | Anime                                                  |
| Daisuke Ono                                                               | Mausu Promotion           | Sebastian Michaelis                               | Kuroshitsuji                                           |
| Mejor actriz principal                                                    |                           |                                                   |                                                        |
| Miyuki Sawashiro                                                          | Mausu Promotion           | Canaan Lag Seeing Ayane Yano                      | CANAAN Tegami Bachi Kimi ni Todoke                     |
| Mejores actores de reparto                                                |                           |                                                   |                                                        |
| Daisuke Namikawa                                                          | Across Entertainment      | Mikage Shōta Kazehaya                             | 07-Ghost Kimi ni Todoke                                |
| Shinichiro Miki                                                           | 81 Produce                | Roy Mustang Lockon Stratos                        | Fullmetal Alchemist: Brotherhood Mobile Suit Gundam 00 |
| Mejores actrices de reparto                                               |                           |                                                   |                                                        |
| Kikuko Inoue                                                              | Office Anemone            | Sanae Furukawa Grace O'Connor                     | Clannad After Story Macross Frontier                   |
| Yui Horie                                                                 | VMS                       | Minori Kushieda Tsubasa Hanekawa                  | Toradora! Bakemonogatari                               |
| Mejores actores revelación                                                |                           |                                                   |                                                        |
| Atsushi Abe                                                               | Ken Production            | Toma Kamijo                                       | To Aru Majutsu no Index                                |
| Tomoaki Maeno                                                             | Arts Vision               | Tōya Fujii Saku Ooyagi                            | White Album Sora no Manimani                           |
| Mejores actrices revelación                                               |                           |                                                   |                                                        |
| Kanae Itō                                                                 | Aoni Production           | Mihoshi Akeno Koume Suzukawa Amu Hinamori         | Sora no Manimani Taishō Yakyū Musume Shugo Chara!      |
| Aki Toyosaki                                                              | Music Rayn                | Yui Hirasawa Kana Nakamachi                       | K-ON! Kanamemo                                         |
| Premio familia/niños                                                      |                           |                                                   |                                                        |
| Wasabi Mizuta                                                             | Aoni Production           | Doraemon                                          | Doraemon                                               |
| Mejor Radio Personality                                                   |                           |                                                   |                                                        |
| Premiado                                                                  | Agencia                   | Programa de radio                                 | Emisora                                                |
| Masaya Onosaka                                                            | Aoni Production           | Atsumare Masakano Henshuū-bu A&G GAME MASTER GT-R | Radio Kansai Cho!A&G (AGQR)                            |
| Mejor interpretación musical                                              |                           |                                                   |                                                        |
| Premiada                                                                  | Discográfica              | Canción                                           | Anime                                                  |
| Aki Toyosaki, Yōko Hikasa, Satomi Satou, Minako Kotobuki, Ayana Taketatsu | Pony Canyon               | Hōkago Teatime                                    | K-ON!                                                  |
| Premios a la trayectoria                                                  |                           |                                                   |                                                        |
| Premiados                                                                 | Agencia                   |                                                   |                                                        |
| Tesshō Genda                                                              | 81 Produce                |                                                   |                                                        |
| Nobuo Tanaka                                                              | Haikyo                    |                                                   |                                                        |
| Kazuko Sugiyama                                                           | Aoni Production           |                                                   |                                                        |
| Premio especial a la trayectoria                                          |                           |                                                   |                                                        |
| Kazue Takahashi                                                           | Freelance                 |                                                   |                                                        |
| Premio Kei Tomiyama                                                       |                           |                                                   |                                                        |
| Nana Mizuki                                                               | Sigma Seven               |                                                   |                                                        |
| Premio fans extranjeros                                                   |                           |                                                   |                                                        |
| Mitsuki Saiga                                                             | Ken Production            |                                                   |                                                        |
| Premio Synergy                                                            |                           |                                                   |                                                        |
| Premiado                                                                  | Actores                   |                                                   |                                                        |
| Mobile Suit Gundam                                                        | Toru Furuya Shūichi Ikeda |                                                   |                                                        |

## 5.ª edición Seiyū Awards
La quinta edición de los Seiyū Awards se celebró el 5 de marzo del 2011 y se añadió el premio Kazue Takahashi, que premia a las seiyūs que amplían su profesión de actuación de voz por todo los medios posibles. Como curiosidad, este año no se ha ofrecido premio al mejor actor.

### Lista de los premiados
| Mejor actor principal            |                             |                                                     |                                                                |
| Premiados                        | Agencia                     | Personajes                                          | Anime                                                          |
| No hubo                          | -                           | -                                                   | -                                                              |
| Mejor actriz principal           |                             |                                                     |                                                                |
| Aki Toyosaki                     | Music Rayn                  | Yui Hirasawa                                        | K-ON!!                                                         |
| Mejores actores de reparto       |                             |                                                     |                                                                |
| Nobuhiko Okamoto                 | Pro-Fit                     | Takumi Usui Eiji Niizuma Accelerator                | Kaichō wa Maid-sama! Bakuman To Aru Majutsu no Index II        |
| Kazuya Nakai                     | Aoni Production             | Roronoa Zoro Hijikata Toushirou                     | One Piece Gintama                                              |
| Mejores actrices de reparto      |                             |                                                     |                                                                |
| Satomi Arai                      | Yu-Rin Pro                  | Kuroko Shirai Narradora                             | Toaru Kagaku no Railgun Ōkami-san to Shichinin no Nakama-tachi |
| Kanae Itō                        | Aoni Production             | Elcea de rux ima Sanae Nagatsuki                    | Kami nomi zo Shiru Sekai Shinryaku! Ika Musume                 |
| Mejores actores revelación       |                             |                                                     |                                                                |
| Kōki Uchiyama                    | Gekidan Himawari            | Banagher Links Natsuno Yūki                         | Mobile Suit Gundam Unicorn Shiki                               |
| Mejores actrices revelación      |                             |                                                     |                                                                |
| Hisako Kanemoto                  | Production baobab           | Ika Musume Kanata Sorami                            | Shinryaku! Ika Musume So・Ra・No・Wo・To                       |
| Satomi Satou                     | Aoni Production             | Wendy Marvell Manami Tamura Ritsu Tainaka           | Fairy Tail Ore no Imōto ga Konna ni Kawaii Wake ga Nai K-ON!!  |
| Premio familia/niños             |                             |                                                     |                                                                |
| Junko Takeuchi                   | Ogi Pro The Next            | Naruto Uzumaki Endou Mamoru                         | Naruto Shippūden Inazuma Eleven                                |
| Mejor Radio Personality          |                             |                                                     |                                                                |
| Premiado                         | Agencia                     | Programa de radio                                   | Emisora                                                        |
| Aki Toyosaki                     | Music Ray'n                 | Radion!! Pl@net Sphere Toyosaki Aki no Okaeri Radio | -                                                              |
| Mejor interpretación musical     |                             |                                                     |                                                                |
| Premiada                         | Discográfica                | Canción                                             | Anime                                                          |
| Minori Chihara                   | Avex Planning & Development | Yasashii Boukyaku, ending theme                     | Suzumiya Haruhi no Shōshitsu                                   |
| Premio Kazue Takahashi           |                             |                                                     |                                                                |
| Premiados                        | Agencia                     |                                                     |                                                                |
| Mayumi Tanaka                    | Aoni Production             |                                                     |                                                                |
| Premios a la trayectoria         |                             |                                                     |                                                                |
| Isao Sasaki                      | One Pair                    |                                                     |                                                                |
| Hiroko Suzuki                    | Ken Production              |                                                     |                                                                |
| Masaaki Yajima                   | Freelance                   |                                                     |                                                                |
| Premio especial a la trayectoria |                             |                                                     |                                                                |
| Nachi Nozawa                     | Office PAC                  |                                                     |                                                                |
| Premio Kei Tomiyama              |                             |                                                     |                                                                |
| Rikiya Koyama                    | Haiyuza                     |                                                     |                                                                |
| Premio fans extranjeros          |                             |                                                     |                                                                |
| Miyuki Sawashiro                 | Mausu Promotion             |                                                     |                                                                |
| Premio Synergy                   |                             |                                                     |                                                                |
| Premiado                         | Actores                     |                                                     |                                                                |
| Detective Conan                  | Minami Takayama             |                                                     |                                                                |

## 6.ª edición Seiyū Awards
La sexta edición de los Seiyū Awards se celebró el  3 de marzo del 2012. Se agrega el premio al seiyuu con más votos recibidos.

### Lista de los premiados
| Mejor actor principal                                                                                         |                              |                                          |                                                                     |
| Premiados | Agencia                      | Personajes                               | Anime                                                               |
| Hiroaki Hirata                                                                                                | Theater Company Subaru       | Kotetsu T. Kaburagi Yasuyoshi Sano Sanji | Tiger & Bunny Air Gear One Piece                                    |
| Mejor actriz principal                                                                                        |                              |                                          |                                                                     |
| Aoi Yūki | Pro-Fit                      | Madoka Kaname Victorique de Blois        | Puella Magi Madoka Magica Gosick                                    |
| Mejores actores de reparto                                                                                    |                              |                                          |                                                                     |
| Ryōhei Kimura                                                                                                 | Gekidan Himawari             | Aki Kuga                                 | Kamisama Dolls                                                      |
| Mamoru Miyano                                                                                                 | Gekidan Himawari             | Taichi Mashima                           | Chihayafuru                                                         |
| Mejores actrices de reparto                                                                                   |                              |                                          |                                                                     |
| Emiri Katō | 81 Produce                   | Kyuubey                                  | Puella Magi Madoka Magica                                           |
| Mejores actores revelación                                                                                    |                              |                                          |                                                                     |
| Takuya Eguchi                                                                                                 | 81 Produce                   | Kujou Kazuya                             | Gosick                                                              |
| Yoshitsugu Matsuoka                                                                                           | I'm Enterprise               | Narumi Fujishima                         | Kami-sama no Memo-chō                                               |
| Mejores actrices revelación                                                                                   |                              |                                          |                                                                     |
| Ai Kayano | Pro-Fit                      | Meiko "Menma" Honma Inori Yuzuhira       | Ano Hi Mita Hana no Namae o Bokutachi wa Mada Shiranai Guilty Crown |
| Shiori Mikami                                                                                                 | Aoni Production              | Akari Akaza                              | YuruYuri                                                            |
| Premio familia/niños                                                                                          |                              |                                          |                                                                     |
| Ikue Ōtani | -                            | Pikachu                                  | Pokémon                                                             |
| Mejor Radio Personality                                                                                       |                              |                                          |                                                                     |
| Premiado | Agencia                      | Programa de radio                        | Emisora                                                             |
| Yuka Iguchi                                                                                                   | Office Osawa                 | -                                        |                                                                     |
| Mejor interpretación musical                                                                                  |                              |                                          |                                                                     |
| Premiada | Discográfica                 | Canción                                  | Anime                                                               |
| STARISH (Takuma Terashima, Ken'ichi Suzumura, Kishio Taniyama, Mamoru Miyano, Jun'ichi Suwabe y Hiro Shimono) |                              | -                                        | Uta no Prince-sama                                                  |
| Premio Kazue Takahashi                                                                                        |                              |                                          |                                                                     |
| Premiados | Agencia                      |                                          |                                                                     |
| Keiko Toda | Look Up                      |                                          |                                                                     |
| Premios a la trayectoria                                                                                      |                              |                                          |                                                                     |
| Miyoko Asō | Haikyo                       |                                          |                                                                     |
| Kaneta Kimotsuki                                                                                              | 21th Century Fox             |                                          |                                                                     |
| Premio Kei Tomiyama                                                                                           |                              |                                          |                                                                     |
| Kenyuu Horiuchi                                                                                               | Kenyu Office                 |                                          |                                                                     |
| Premio fans extranjeros                                                                                       |                              |                                          |                                                                     |
| Takahiro Sakurai                                                                                              | 81 Produce                   |                                          |                                                                     |
| Premio Synergy                                                                                                |                              |                                          |                                                                     |
| Premiado | Actores                      |                                          |                                                                     |
| Inazuma Eleven                                                                                                | Junko Takeuchi Yuka Terasaki |                                          |                                                                     |
| Premio a la mayor recepción de votos                                                                          |                              |                                          |                                                                     |
| Hiroshi Kamiya                                                                                                | Aoni Production              |                                          |                                                                     |

## 7.ª edición Seiyū Awards
La séptima edición de los Seiyū Awards se celebró el 2 de marzo del 2013.

### Lista de los premiados
| Mejor actor principal                   |                                                      |                                         |                                          |
| Premiados                               | Agencia                                              | Personajes                              | Anime                                    |
| Yūki Kaji                               | Arts Vision                                          | Haruyuki Arita                          | Accel World                              |
| Mejor actriz principal                  |                                                      |                                         |                                          |
| Kana Asumi                              | 81 Produce                                           | Nyaruko Popura Taneshima                | Haiyore! Nyaruko-san WORKING!!           |
| Mejores actores de reparto              |                                                      |                                         |                                          |
| Yūki Ono                                | Atomic Monkey                                        | Urashimanoko Mizunoe Toshiyuki Karasawa | Binbō-gami ga! Danshi Kōkōsei no Nichijō |
| Jun'ichi Suwabe                         | Haikyo                                               | Keigo Atobe                             | The Prince of Tennis                     |
| Mejores actrices de reparto             |                                                      |                                         |                                          |
| Sayaka Ohara                            | Haikyo                                               | Valmet                                  | Jormungand                               |
| Haruka Tomatsu                          | Music Ray'n                                          | Rindou Ranmaru                          | Binbō-gami ga!                           |
| Mejores actores revelación              |                                                      |                                         |                                          |
| Nobunaga Shimazaki                      | Aoni Production                                      | Ryō Sakurai                             | Kuroko no Basket                         |
| Kazutomi Yamamoto                       | PRODUCTION ACE                                       | Kio Asuno                               | Mobile Suit Gundam AGE                   |
| Mejores actrices revelación             |                                                      |                                         |                                          |
| Kaori Ishihara                          | STYLE CUBE                                           | Yukina Kurihara                         | Kokoro Connect                           |
| Rumi Ōkubo                              | 81 Produce                                           | Tsumiki Miniwa                          | Acchi Kocchi                             |
| Premio familia/niños                    |                                                      |                                         |                                          |
| Mayumi Tanaka                           | Aoni Production                                      | Monkey D. Luffy                         | One Piece                                |
| Mejor Radio Personality                 |                                                      |                                         |                                          |
| Premiado                                | Agencia                                              | Programa de radio                       | Emisora                                  |
| Mitsuo Iwata                            | Office Osawa                                         |                                         |                                          |
| Mejor interpretación musical            |                                                      |                                         |                                          |
| Premiada                                | Discográfica                                         | Canción                                 | Anime                                    |
| Kana Asumi, Miyu Matsuki, Yuka Ōtsubo   | DIVEIIentertainment                                  | Ushirokara Haiyoritai G                 | Haiyore! Nyaruko-san                     |
| Premio Kazue Takahashi                  |                                                      |                                         |                                          |
| Premiados                               | Agencia                                              |                                         |                                          |
| Megumi Ogata                            | NEVERLAND ARTS                                       |                                         |                                          |
| Premios a la trayectoria                |                                                      |                                         |                                          |
| Shinsuke Chikaishi                      | MOUVEMENT                                            |                                         |                                          |
| Masako Nozawa                           | Aoni Production                                      |                                         |                                          |
| Premio Kei Tomiyama                     |                                                      |                                         |                                          |
| Yūji Mitsuya                            | Combination                                          |                                         |                                          |
| Premio Synergy                          |                                                      |                                         |                                          |
| Premiado                                | Premiados                                            |                                         |                                          |
| 50° Aniversario de Tatsunoko Production | Tōru Ōhira, Katsuji Mori, Mari Okamoto, Noriko Ohara |                                         |                                          |
| Premio a la mayor recepción de votos    |                                                      |                                         |                                          |
| Hiroshi Kamiya                          | Aoni Production                                      |                                         |                                          |

## 8.ª edición Seiyū Awards
La octava edición de los Seiyū Awards se celebró el 1 de marzo de 2014.

### Lista de los premiados
| Mejor actor principal                |                 |                                                  |                                                  |
| Premiados                            | Agencia         | Personajes                                       | Anime                                            |
| Yūki Kaji                            | Arts Vision     | Eren Jaeger Yōto Yokodera                        | Shingeki no Kyojin Hentai Ouji to Warawanai Neko |
| Mejor actriz principal               |                 |                                                  |                                                  |
| Rina Satō                            | Haikyo          | Mikoto Misaka                                    | To Aru Majutsu no Index                          |
| Mejores actores de reparto           |                 |                                                  |                                                  |
| Yoshimasa Hosoya                     | Mausu Promotion | Reiner Braun Arata Wataya                        | Shingeki no Kyojin Chihayafuru                   |
| Mejores actrices de reparto          |                 |                                                  |                                                  |
| Yui Ishikawa                         | Sunaoka Office  | Mikasa Ackerman                                  | Shingeki no Kyojin                               |
| Mejores actores revelación           |                 |                                                  |                                                  |
| Kaito Ishikawa                       | Pro-Fit         | Teniente Ledo Manatsu Sōda Harutora Tsuchimikado | Suisei no Gargantia Red Data Girl Tokyo Ravens   |
| Daiki Yamashita                      | Arts Vision     | Sakamichi Onoda                                  | Yowamushi Pedal                                  |
| Mejores actrices revelación          |                 |                                                  |                                                  |
| Maaya Uchida                         | I'm Enterprise  | Hajime Ichinose                                  | Gatchaman Crowds                                 |
| Premio familia/niños                 |                 |                                                  |                                                  |
| Kumiko Higa                          | 81 Produce      | Eiji Saga                                        | Cardfight!! Vanguard                             |
| Keiko Toda                           | Look Up         | Anpanman                                         | Go! Anpanman                                     |
| Ryūsei Nakao                         | 81 Produce      | Freezer                                          | Dragon Ball Z                                    |
| Mejor Radio Personality              |                 |                                                  |                                                  |
| Premiado                             | Agencia         | Programa de radio                                | Emisora                                          |
| No entregado                         |                 |                                                  |                                                  |
| Mejor interpretación musical         |                 |                                                  |                                                  |
| Premiado                             | Discográfica    | Canción                                          | Anime                                            |
| Mamoru Miyano                        | -               | -                                                | Uta no Prince-sama                               |
| Premio Kazue Takahashi               |                 |                                                  |                                                  |
| Premiados                            | Agencia         |                                                  |                                                  |
| Kotono Mitsuishi                     | Razurii Aro     |                                                  |                                                  |
| Premios a la trayectoria             |                 |                                                  |                                                  |
| Keaton Yamada                        | Remax           |                                                  |                                                  |
| Rokurō Naya                          | Mausu Promotion |                                                  |                                                  |
| Premio Kei Tomiyama                  |                 |                                                  |                                                  |
| Shinichiro Miki                      | 81 Produce      |                                                  |                                                  |
| Premio Synergy                       |                 |                                                  |                                                  |
| Premiado                             | Actores         |                                                  |                                                  |
| Girls und Panzer                     | Mai Fuchigama   |                                                  |                                                  |
| Premio a la mayor recepción de votos |                 |                                                  |                                                  |
| Hiroshi Kamiya                       | Aoni Production |                                                  |                                                  |

## 9.ª edición Seiyū Awards
La novena edición de los Seiyū Awards se celebró el 7 de marzo de 2015.

### Lista de los premiados
| Mejor actor principal                                                                                            |                                            |                                       |                                                         |
| Premiados | Agencia                                    | Personajes                            | Anime                                                   |
| Daisuke Ono | Mausu Promotion                            | Cain Shizuo Heiwajima Sanada Nobuyuki | Kakumeiki Valvrave Durarara!!×2 Shō Sengoku Musou       |
| Mejor actriz principal                                                                                           |                                            |                                       |                                                         |
| Sayaka Kanda | Fantic                                     | Nadeshiko Adenokouji                  | Binbogami ga!                                           |
| Premio a la mayor recepción de votos                                                                             |                                            |                                       |                                                         |
| Hiroshi Kamiya                                                                                                   | Aoni Production                            | Shinji Matou Izaya Orihara            | Fate/stay night: Unlimited Blade Works Durarara!!×2 Shō |
| Mejores actores de reparto                                                                                       |                                            |                                       |                                                         |
| Katsuyuki Konishi                                                                                                | Ken Production                             | Bullat Kazama Kenji                   | Akame ga Kill! D-frag                                   |
| Toshiyuki Morikawa                                                                                               | Ken Production                             | Minato Namikaze Tōki Himuro           | Naruto Shippūden Hero Bank                              |
| Mejores actrices de reparto                                                                                      |                                            |                                       |                                                         |
| Miyuki Sawashiro                                                                                                 | Mausu Promotion                            | Sinon Yuzuki Seo                      | Sword Art Online II Gekkan Shōjo Nozaki-kun             |
| Kana Hanazawa | Office Osawa                               | Anri Sonohara Roka Shibasaki          | Durarara!!×2 Shō D-frag                                 |
| Mejores actores revelación                                                                                       |                                            |                                       |                                                         |
| Ryōta Ōsaka | Early Wing                                 | Nice Haruto Tokishima                 | Hamatora Kakumeiki Valvrave                             |
| Sōma Saitō | 81 Produce                                 | Shadow Joker Tadashi Yamaguchi        | Kaitō Joker Haikyū!!                                    |
| Natsuki Hanae | Across Entertainment                       | Kōsei Arima Hikari Sakishima          | Shigatsu wa Kimi no Uso Nagi no Asukara                 |
| Mejores actrices revelación                                                                                      |                                            |                                       |                                                         |
| Sora Amamiya | Music Ray'n                                | Akame Asseylum Vers Allusia           | Akame ga Kill! Aldnoah.Zero                             |
| Reina Ueda | 81 Produce                                 | Naru Sekiya Varios Personajes         | Hanayamata Cross Ange: Tenshi to Ryū no Rinbu           |
| Aya Suzaki | I'm Enterprise                             | Tamako Kitashirakawa Mako Mankanshoku | Tamako Love Story Kill la Kill                          |
| Premios a la trayectoria                                                                                         |                                            |                                       |                                                         |
| Hiroshi Ohtake                                                                                                   | 81 Produce                                 |                                       |                                                         |
| Fuyumi Shiraishi                                                                                                 | Ken Production                             |                                       |                                                         |
| Premio Kei Tomiyama                                                                                              |                                            |                                       |                                                         |
| Akio Ōtsuka | Mausu Promotion                            |                                       |                                                         |
| Premio Kazue Takahashi                                                                                           |                                            |                                       |                                                         |
| Gara Takashima                                                                                                   | Haikyo                                     |                                       |                                                         |
| Premio familia/niños                                                                                             |                                            |                                       |                                                         |
| Etsuko Kozakura                                                                                                  | Little Portal                              |                                       |                                                         |
| Mejor interpretación musical                                                                                     |                                            |                                       |                                                         |
| Premiado | Discográfica                               | Canción                               | Anime                                                   |
| μ's (Emi Nitta, Yoshino Nanjō, Aya Uchida, Suzuko Mimori, Riho Iida, Pile, Aina Kusuda, Yurika Kubo, Sora Tokui) |                                            |                                       | Love Live!                                              |
| Mejor Personalidad de Radio                                                                                      |                                            |                                       |                                                         |
| Premiado | Agencia                                    | Programa de radio                     | Emisora                                                 |
| Daisuke Ono | Mausu Promotion                            | Dear Girl Stories                     | JOQR                                                    |
| Hiroshi Kamiya                                                                                                   | Aoni Production                            | Dear Girl Stories                     | JOQR                                                    |
| Premio Synergy                                                                                                   |                                            |                                       |                                                         |
| Premiado | Actores                                    |                                       |                                                         |
| Yo-Kai Watch | Haruka Tomatsu Tomokazu Seki               |                                       |                                                         |
| Premio Especial                                                                                                  |                                            |                                       |                                                         |
| Premiado | Actores                                    | Agencia                               |                                                         |
| Wake Up, Girls!                                                                                                  | Mayu Yoshioka Minami Tanaka Yoshino Aoyama | 81 Produce                            |                                                         |

## 10.ª edición Seiyū Awards
La décima edición de los Seiyū Awards se celebró el 12 de marzo de 2016. La ceremonia fue realizada en el Media Plus Hall de Tokio de la radio Nippon Cultural Broadcasting (JOQR) y emitida por el programa Chou! A&G+, conducido por la seiyū Ruriko Aoki.

### Lista de los premiados
| Mejor actor principal                                                                        |                                                 |                                                                      |                                                                                           |
| Premiados                                                                                    | Agencia                                         | Personajes                                                           | Anime                                                                                     |
| Yoshitsugu Matsuoka                                                                          | I'm Enterprise                                  |                                                                      |                                                                                           |
| Mejor actriz principal                                                                       |                                                 |                                                                      |                                                                                           |
| Inori Minase                                                                                 | Sony Music Artists Inc.                         |                                                                      |                                                                                           |
| Premio a la mayor recepción de votos                                                         |                                                 |                                                                      |                                                                                           |
| Hiroshi Kamiya                                                                               | Aoni Production                                 |                                                                      |                                                                                           |
| Mejores actores de reparto                                                                   |                                                 |                                                                      |                                                                                           |
| Ken'ichi Suzumura                                                                            | INTENTION                                       |                                                                      |                                                                                           |
| Yoshimasa Hosoya                                                                             | Freelance                                       |                                                                      |                                                                                           |
| Mejores actrices de reparto                                                                  |                                                 |                                                                      |                                                                                           |
| Shizuka Itō                                                                                  | Ken Production                                  |                                                                      |                                                                                           |
| Saori Hayami                                                                                 | I'm Enterprise                                  |                                                                      |                                                                                           |
| Mejores actores revelación                                                                   |                                                 |                                                                      |                                                                                           |
| Yūichirō Umehara                                                                             | Arts Vision                                     |                                                                      |                                                                                           |
| Shunsuke Takeuchi                                                                            | 81 Produce                                      |                                                                      |                                                                                           |
| Ayumu Murase                                                                                 | VIMS                                            |                                                                      |                                                                                           |
| Mejores actrices revelación                                                                  |                                                 |                                                                      |                                                                                           |
| Sumire Uesaka                                                                                | Space Craft Entertainment                       |                                                                      |                                                                                           |
| Rie Takahashi                                                                                | 81 Produce                                      |                                                                      |                                                                                           |
| Aimi Tanaka                                                                                  | 81 Produce                                      |                                                                      |                                                                                           |
| Premios a la trayectoria                                                                     |                                                 |                                                                      |                                                                                           |
| Sachiko Chijimatsu                                                                           | 81 Produce                                      | Pyon-kichi Kabu Kosuke Kita Tamako Nobi                              | Dokonjō Gaeru Sally, la bruja Chō Denji Robo Combattler V Doraemon                        |
| Tadashi Nakamura                                                                             | Haikyo                                          | Narrador Doblaje de los actores John Forsythe y David Niven          | Okusama wa Majō Los ángeles de Charlie                                                    |
| Michiko Nomura                                                                               | Ken Production                                  | Trixie/Michi Shimura Maya Wakame Isono Shizuka Minamoto              | Mach GoGoGo La abeja Maya Sazae-san Doraemon                                              |
| Premio Kei Tomiyama                                                                          |                                                 |                                                                      |                                                                                           |
| Showtaro Morikubo                                                                            | VIMS                                            | Shikamaru Nara Yūsuke Makishima Kaito Sera Goro Shigeno              | Naruto: Shippūden Yowamushi Pedal Classroom Crisis Major                                  |
| Premio Kazue Takahashi                                                                       |                                                 |                                                                      |                                                                                           |
| Kikuko Inoue                                                                                 | Office Anemone                                  | Belldandy Kasumi Tendo Aina Sahalin Starsha Iscandar                 | Aa! Megami-sama Ranma ½ Mobile Suit Gundam: The 08th MS Team Space Battleship Yamato 2199 |
| Premio familia/niños                                                                         |                                                 |                                                                      |                                                                                           |
| Pierre Coffin                                                                                |                                                 |                                                                      |                                                                                           |
| Mejor interpretación musical                                                                 |                                                 |                                                                      |                                                                                           |
| Premiado                                                                                     | Agencia                                         | Canción                                                              | Anime                                                                                     |
| i☆Ris (Saki Yamakita, Yuu Serizawa, Himika Akaneya, Yuki Wakai, Miyu Kubota y Azuki Shibuya) | 81 Produce                                      |                                                                      |                                                                                           |
| Mejor Personalidad de Radio                                                                  |                                                 |                                                                      |                                                                                           |
| Premiado                                                                                     | Agencia                                         | Programa de radio                                                    | Emisora                                                                                   |
| Ken'ichi Suzumura                                                                            | INTENTION                                       |                                                                      |                                                                                           |
| Premio Synergy                                                                               |                                                 |                                                                      |                                                                                           |
| Premiado                                                                                     | Actores                                         | Agencia                                                              |                                                                                           |
| Chibi Maruko-chan                                                                            | TARAKO                                          | Troubadour Musique Office                                            |                                                                                           |
| Premio Especial                                                                              |                                                 |                                                                      |                                                                                           |
| Premiado                                                                                     | Anime                                           | Actores                                                              | Agencia                                                                                   |
| AŌP                                                                                          | Daiya no Ace Kantoku Fuyuki Todoki Osomatsu-kun | Risa Sakurana Kei Tomoe Yuki Hirose Saori Ogino Aoi Mizuki Yui Fukuo | AT-X Hori Pro Sun Music AT-X 81 Produce                                                   |

## 11.ª edición Seiyū Awards
La undécima edición de los Seiyū Awards se celebró el 18 de marzo de 2017. Los ganadores fueron anunciados en el Nippon Cultural Broadcasting (JOQR) Media Plus Hall de Tokio. La ceremonia fue transmitida simultáneamente por la estación Chou! A&G+ y conducida por Rika Tachibana. El premio "Mérito" fue hacia todas aquellas personalidades que fallecieron en 2016.

### Lista de los premiados
| Mejor actor principal        |                    |                                                            |                                                                                    |
| Premiados                    | Agencia            | Personajes                                                 | Anime                                                                              |
| Ryunosuke Kamiki             | Amuse              |                                                            |                                                                                    |
| Mejor actriz principal       |                    |                                                            |                                                                                    |
| Mone Kamishiraishi           | Toho Entertainment |                                                            |                                                                                    |
| Mejor actor de reparto       |                    |                                                            |                                                                                    |
| Hōchū Ōtsuka                 | Crazy Box          |                                                            |                                                                                    |
| Mejor actriz de reparto      |                    |                                                            |                                                                                    |
| Megumi Han                   | Atomic Monkey      |                                                            |                                                                                    |
| Mejores actores revelación   |                    |                                                            |                                                                                    |
| Setsuo Itou                  | Air Agency         |                                                            |                                                                                    |
| Yuuma Uchida                 | I'm Interprise     |                                                            |                                                                                    |
| Yūsuke Kobayashi             | Yu-Rin Pro         |                                                            |                                                                                    |
| Mejores actrices revelación  |                    |                                                            |                                                                                    |
| Ari Ozawa                    | I'm Enterprise     |                                                            |                                                                                    |
| Sayaka Senbongi              | I'm Enterprise     |                                                            |                                                                                    |
| Minami Tanaka                | 81 Produce         |                                                            |                                                                                    |
| Premios a la trayectoria     |                    |                                                            |                                                                                    |
| Kiyoshi Kobayashi            | Haikyou            | Daisuke Jigen Bem Varios roles                             | Lupin III Yokai Ningen Bem Doblaje de los actores James Coburn y Lee Marvin        |
| Mari Shimizu                 | 81 Produce         | Atom/Tobio Bero Jim Hawkins Jet Marte                      | Astroboy Yokai Ningen Bem La isla del tesoro Jet Marte                             |
| Junko Hori                   | Production Baobab  | Kanzou Hattori Q-Taro Jerry Kurio Mifune/Chispita          | Ninja Hattori Obake no Q-Taro Tom y Jerry Mach GoGoGo                              |
| Premio Kei Tomiyama          |                    |                                                            |                                                                                    |
| Ryūsei Nakao                 | 81 Produce         | Freezer Baikin-man Hideyoshi Hijiri Mayuri Kurotsuchi      | Dragon Ball Z Go! Anpanman Baribari Densetsu Bleach                                |
| Premio Kazue Takahashi       |                    |                                                            |                                                                                    |
| Sumi Shimamoto               | Freelance          | Nausicaä Clarisa de Cagliostro Shokupan-man Kyoko Otonashi | Nausicaä del Valle del Viento El castillo de Cagliostro Go! Anpanman Maison Ikkoku |
| Premio familia/niños         |                    |                                                            |                                                                                    |
| The Secret Life of Pets      |                    |                                                            |                                                                                    |
| Mejor interpretación musical |                    |                                                            |                                                                                    |
| Premiado                     | Agencia            | Canción                                                    | Anime                                                                              |
| Aqours                       |                    |                                                            |                                                                                    |
| Mejor Personalidad de Radio  |                    |                                                            |                                                                                    |
| Premiado                     | Agencia            | Programa de radio                                          | Emisora                                                                            |
| Natsuki Hanae                |                    |                                                            |                                                                                    |
| Premio Synergy               |                    |                                                            |                                                                                    |
| Premiado                     | Actores            | Agencia                                                    |                                                                                    |
| Kimi no Na wa.               |                    |                                                            |                                                                                    |
| Premio Especial              |                    |                                                            |                                                                                    |
| Premiado                     | Anime              | Actores                                                    | Agencia                                                                            |
| Non                          |                    |                                                            |                                                                                    |

## 12.ª edición Seiyū Awards
La duodécima edición de los Seiyū Awards se celebró en el Nippon Cultural Broadcasting (JOQR) Media Plus Hall de Tokio. Fue exclusivamente emitido por la estación Chou! A&G+. En esta ceremonia, se otorgó el "Premio Especial al Logro" a aquellas personalidades fallecidas durante el último período. Por otro lado, el "Premio al Logro" fue recibido por personalidades que contribuyeron a la profesión, y también fuera de la industria.

### Lista de los premiados
| Mejor actor principal          |                                  |                                                             |                                                                |
| Premiados                      | Agencia                          | Personajes                                                  | Anime                                                          |
| Toshiyuki Toyonaga             | Super Eccentric Theater INC      |                                                             |                                                                |
| Mejor actriz principal         |                                  |                                                             |                                                                |
| Tomoyo Kurosawa                | Mausu Promotion                  |                                                             |                                                                |
| Mejor actor de reparto         |                                  |                                                             |                                                                |
| Jun'ichi Suwabe                | Haikyo                           |                                                             |                                                                |
| Mejor actriz de reparto        |                                  |                                                             |                                                                |
| Saori Ōnishi                   | I'm Enterprise                   |                                                             |                                                                |
| Ayane Sakura                   | I'm Enterprise                   |                                                             |                                                                |
| Mejores actores revelación     |                                  |                                                             |                                                                |
| Kōtarō Nishiyama               | 81 Produce                       |                                                             |                                                                |
| Shun Horie                     | Pro-Fit                          |                                                             |                                                                |
| Taku Yashiro                   | Vims                             |                                                             |                                                                |
| Mejores actrices revelación    |                                  |                                                             |                                                                |
| Ayaka Nanase                   | AXL-One                          |                                                             |                                                                |
| Yui Fukuo                      | 81 Produce                       |                                                             |                                                                |
| Premio Especial al Logro       |                                  |                                                             |                                                                |
| Takeshi Kusaka                 | Shiki Theatre Company (fundador) |                                                             |                                                                |
| Reiko Senō                     | T-Echo                           |                                                             |                                                                |
| Nobuyuki Furuta                | Kenyu Office                     |                                                             |                                                                |
| Toshihiko Nakajima             | Gekidan 21 Seiki Fox             |                                                             |                                                                |
| Hiromi Tsuru                   | Aoni Production                  |                                                             |                                                                |
| Tamio Ōki                      | Mausu Promotion                  |                                                             |                                                                |
| Premio Kei Tomiyama            |                                  |                                                             |                                                                |
| Premiado                       | Agencia                          | Personaje                                                   | Anime                                                          |
| Chō                            | Haikyo                           | Brook Ō-sama Narrador Ōji                                   | One Piece Boku wa Ō-sama Dōbutsu Sentai Zyuohger Casshern Sins |
| Premio Kazue Takahashi         |                                  |                                                             |                                                                |
| Miina Tominaga                 | Haikyo                           | Katsuo Isono Rollpanna y Dokin-chan Nao Izumi Yahiko Myōjin | Sazae-san Go! Anpanman Patlabor Rurouni Kenshin                |
| Premio al Logro                |                                  |                                                             |                                                                |
| Premiado                       | Agencia                          | Personaje                                                   | Anime                                                          |
| Hiroshi Masuoka                | Haikyo                           | Masuo Fuguta Jam Ojisan Geronimo Junior/005                 | Sazae-san Go! Anpanman Cyborg 009                              |
| Tomie Kataoka                  | Seinenza Theater Company         | VP Ikawa Yoshiko Kanga (doblaje) Whoopi Goldberg (doblaje)  | Cowboy Bebop Tsuyoshi Shikkari Shinasai Winnie the Pooh Varios |
| Mejor interpretación musical   |                                  |                                                             |                                                                |
| Premiado                       | Agencia                          | Canción                                                     | Anime                                                          |
| Dōbutsu Biscuits×PPP           |                                  |                                                             |                                                                |
| Mejor Personalidad de Radio    |                                  |                                                             |                                                                |
| Premiado                       | Agencia                          | Programa de radio                                           | Emisora                                                        |
| Saori Ōnishi                   | I'm Enterprise                   |                                                             |                                                                |
| Ayane Sakura                   | I'm Enterprise                   |                                                             |                                                                |
| Premio Synergy                 |                                  |                                                             |                                                                |
| Premiado                       | Actores                          | Agencia                                                     |                                                                |
| Despicable Me                  |                                  |                                                             |                                                                |
| Premio Especial                |                                  |                                                             |                                                                |
| Premiado                       | Anime                            | Actores                                                     | Agencia                                                        |
| 50.º Aniversario de Licca-chan |                                  | Kazuko Sugiyama                                             | Aoni Production                                                |
| Takayuki Matsutani             |                                  |                                                             | Tezuka Productions (presidente)                                |